# 186 a.C.
Il 186 a.C. (CLXXXVI a.C. in numeri romani) è un anno  del II secolo a.C.

## Eventi
- Consolato di Spurio Postumio Albino e di Quinto Marcio Filippo.
- Senatus consultum de Bacchanalibus: vengono proibiti a Roma i Bacchanalia. Nello stesso processo, alcune donne vengono condannate a morte per uso di veleni.

## Nati
- Tolomeo VI, sovrano egizio († 145 a.C.)